# USS Sitkoh Bay (CVE-86)
USS Sitkoh Bay (CVE-86) – amerykański lotniskowiec eskortowy typu Casablanca, który w końcowym okresie II wojny światowej wchodził w skład floty Marynarki Wojennej Stanów Zjednoczonych. Został odznaczony trzema battle star za udział w wojnie na Pacyfiku i jedną za udział w wojnie koreańskiej. 
Brał udział w operacji Magic Carpet.